# 前870年代
| 千纪： | 前1千纪 |
| 世纪： | 前10世纪 \| 前9世纪 \| 前8世纪                                                                             |
| 年代： | 前900年代 \| 前890年代 \| 前880年代 \| 前870年代 \| 前860年代 \| 前850年代 \| 前840年代                    |
| 年份： | 前879年 \| 前878年 \| 前877年 \| 前876年 \| 前875年 \| 前874年 \| 前873年 \| 前872年 \| 前871年 \| 前870年 |

## 重要事件及趋势
- 大体相当于周懿王、周孝王、周夷王、周厉王时期

## 逝世
- 前878年：齊哀公（齐国的第5任国君）
- 前873年：暗利（北以色列王国的第七任君主）
- 前870年：亞撒（南犹大王国的第三任君主）